# Antiblemma obliterata
Antiblemma obliterata là một loài bướm đêm trong họ Erebidae.